# Чигвінцево
Чигві́нцево (рос. Чигвинцево) — присілок у складі Красноуфімського міського округу (Натальїнськ) Свердловської області.
Населення — 133 особи (2010, 181 у 2002).
Національний склад станом на 2002 рік: росіяни — 95 %.